# Ira Trivedi
Ira Trivedi (Lucknow, India) es un escritora, columnista y profesora de yoga y empresaria india. Escribe tanto ficción como no ficción, a menudo sobre temas relacionados con las mujeres y el género en la India. Entre sus obras se encuentran: India in Love: Marriage and Sexuality in the 21st Century, What Would You Do to Save the World? Confessions of a Could-have-been Beauty Queen, The Great Indian Love Story, y There's No Love on Wall Street.

## Trayectoria
Trivedi es nieta de la autora Kranti Trivedi. Comenzó a practicar yoga cuando era estudiante en Wellesley College, donde se graduó en Economía en 2006. Tiene un MBA de la Universidad de Columbia. Completó su formación Acharya en el Centro Sivananda Yoga Vedanta.
Basándose en su experiencia con el concurso de belleza Miss India, escribió su primera novela de ficción a los 19 años, What Would You Do to Save the World? Confessions of a Could-have-been Beauty Queen, que fue descrita por una reseña de un libro del Deccan Herald como "Una primera novela entretenida que revela el polvo detrás de los diamantes, las lágrimas", detrás de las sonrisas de plástico y revela lo que realmente sucede detrás de escena de un concurso de belleza".
The Great Indian Love Story se publicó en 2009 y se describe en The Hindu como "ambientada en la India moderna, donde los placeres materialistas dominan las emociones" y "una mezcla de amor, sexo, venganza, amistad, poder y crimen". Más tarde trabajó para convertir la novela en una película.
Su novela de ficción de 2011, There's No Love on Wall Street, presentaba a banqueros de inversión, y Ahmed Faiyaz escribe en una reseña para el Deccan Herald : "Ira cuenta las cosas como son. Es para aquellos que quieren despegar". "Las gafas de color rosa y ver las cosas como son, sin la pretensión y el hilo que conlleva". En una reseña de DNA, Jayeeta Mazumder escribe que la protagonista "sigue siendo una 'india' confusa que odia sus orígenes, es una fanática de la buena vida y su redención final a través de la escritura es casi forzada, pero la mirada microscópica a la banca es muy convincente".
En 2014, escribió un ensayo titulado Love Me Do, publicado en Outlook, que, según Firstpost, afirmaba que "India está en medio de una gran revolución sexual". Éste fue parte del comienzo de su libro de no ficción, India in Love: Marriage and Sexuality in the 21st Century, para el cual viajaba y realizaba entrevistas. Según Gargi Gupta de DNA India, Trivedi habló "con estudiantes en escuelas y universidades de toda la India, parejas (casadas, a punto de casarse, que viven en el mismo sexo o son del mismo sexo), sus padres y tutores, consejeros matrimoniales, astrólogos, divorciados. abogados y vigilantes morales para dar una imagen completa de esta revolución que está levantando el velo sobre muchos siglos de represión". Sumana Mukherjee escribió para Mint que después de la violación y asesinato en grupo en Delhi en 2012, el libro, "la primera visión sociológica pop local de la" revolución sexual ", era cuestión de tiempo". Durante la presentación de su libro en Chennai, Trivedi declaró: "Cuando vi la indignación después de la violación en grupo en Delhi, supe que nos dirigíamos a alguna parte. Había cientos de personas, mujeres jóvenes protestando en las calles, había padres que tomaban sus hijas a las protestas. El aumento en el número de casos similares después de eso es sólo un síntoma de que las cosas están saliendo del armario".
En 2016, publicó un libro de cuentos, titulado Gumrah: 11 Short Teen Crime Stories, basado en la serie de televisión Gumrah: End of Innocence. En 2017 publicó la novela Nikhil and Riya, y The 10 Minute Yoga Solution, descrita por IANS como "un manual adecuado para todos aquellos que aún no han incursionado en la práctica védica" e "igualmente importante para los practicantes".
Fue coautora del libro The Desi Guide to Dating con Sachin Bhatia, que se publicó en 2019. Amrita Paul de SheThePeople.TV escribió: el libro "aborda la perspectiva a menudo misógina que tiene la sociedad cuando se trata de citas entre mujeres y hombres y ofrece una perspectiva equilibrada sobre las citas". Un año después, en 2020, publicó Om the Yoga Dog, un libro para niños descrito por The Indian Express como "una forma divertida e interesante de hacer que los niños practiquen yoga"  y por Soma Basu de The Hindu como "una sencilla guía paso a paso" para niños sobre Yoga, con asanas fáciles y técnicas de respiración beneficiosas."
Es la fundadora de Namami Yoga, una organización sin fines de lucro, la aplicación móvil Ira Yoga Wellness, y Yog Love, un estudio de yoga en línea. Ha escrito para The Hindu,Deccan Chronicle,The Telegraph,Times of India, y Outlook. Trivedi habla a menudo sobre cuestiones de género, mujeres y jóvenes.
El 11 de junio de 2023, se casó con el productor de cine Madhu Mantena en Mumbai.

## Obra
- 2006 - What Would You Do To Save the World (Penguin Books)
- 2009 - The Great Indian Love Story (Penguin Books)
- 2011 - There's No Love On Wall Street (Penguin Books)
- 2014 - India in Love: Marriage and Sexuality in the 21st Century (Aleph Book Company)
- 2016 - Gumrah: 11 Short Teen Crime Stories
- 2017 - Nikhil and Riya
- 2017 - The 10 Minute Yoga Solution (Harper Collins)
- 2019 - The Desi Guide to Dating
- 2020 - Om the Yoga Dog (Puffin)

## Reconocimientos
En 2015, Trivedi ganó el Devi Award por dinamismo e innovación. Ese mismo año, recibió un premio de medios del Reino Unido al mejor artículo de investigación sobre la trata de novias en la India.
En 2017, Trivedi fue elegida como una de las 100 mujeres más influyentes del mundo por la BBC.